# دونالد لي بارنت
دونالد لي بارنت (بالإنجليزية: Donald Lee Barnett)‏ هو قس أمريكي، ولد في 1930 في موسكو في الولايات المتحدة.